# Acantuerta ladina
Acantuerta ladina is een vlinder van de familie van de uilen (Noctuidae). De wetenschappelijke naam van deze soort is voor het eerst voorgesteld door Heinrich Ernst Karl Jordan in een publicatie uit 1926.
De soort komt voor in Zuid-Soedan.